# Carl Burgemeister

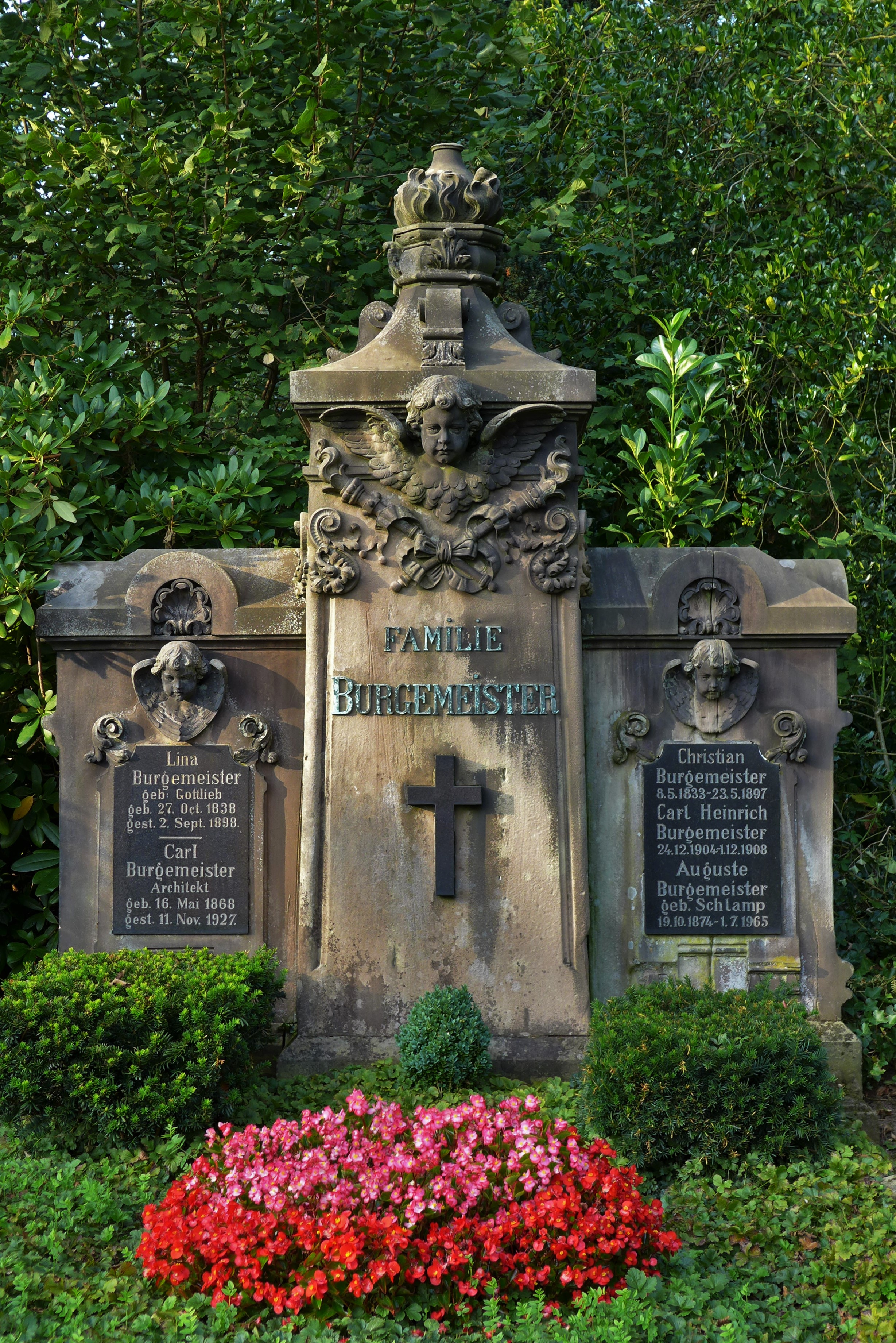
Grabmal von Carl Burgemeister auf dem Alten Friedhof St. Johann

Carl Burgemeister (* 16. Mai 1868; † 11. November 1927) war ein deutscher Architekt und Bauunternehmer, der vor allem in Saarbrücken aktiv war.

## Leben
Burgemeister war möglicherweise ein jüngerer Bruder von Ludwig Burgemeister und damit ein Sohn von Christian und Lina Burgemeister. Er wohnte im Jahr 1900 im Haus Dudweilerstraße 43 in St. Johann (Saar). Damals war er im Adressbuch als Architekt und Bauunternehmer verzeichnet.

## Bauten
Etliche Bauten Burgemeisters stehen mittlerweile unter Denkmalschutz:
- 1898 wurde das Wohnhaus Rosenstraße 14 in Saarbrücken nach Plänen Burgemeisters errichtet.[3]
- Das Haus Blücherstraße 6 im Saarbrücker Stadtteil St. Arnual stammt aus dem Jahr 1899.
- Die Doppelhaushälfte Blücherstraße 20 wurde 1904–1905 errichtet.[4]
- 1907 wurde das Haus Am Staden 29 in St. Johann nach seinen Plänen gebaut.
- 1909 entstand das Doppelhaus Am Staden 27.
- Aus dem Jahr 1910 stammt die Villa Am Staden 18.
- Die Villa Am Staden 17 wurde 1923 errichtet.[5] Sie war lange Jahre Sitz des Oberbergamts und sollte im Jahr 2008 versteigert werden.[6]